# تپه بش قارداش ۲
تپه بش قارداش ۲ مربوط به عصر مفرغ - عصر آهن است و در شهرستان بجنورد، بخش مرکزی، دهستان الاداغ، ۱۵۰۰ متری شمال شرق روستای مرز واقع شده و این اثر در تاریخ ۲۶ اسفند ۱۳۸۷ با شمارهٔ ثبت ۲۶۱۹۵ به‌عنوان یکی از آثار ملی ایران به ثبت رسیده است.